# Giant Metrewave Radio Telescope
Giant Metrewave Radio Telescope (GMRT), som ligger nära Narayangaon, Pune i Indien, är en samling av trettio fullt styrbara paraboliska radioteleskop med en diameter på 45 meter, som observerar vid metervåglängder. Det är den största och mest känsliga radioteleskopuppsättningen i världen vid låga frekvenser. Det drivs av National Center for Radio Astrophysics (NCRA), en del av Tata Institute of Fundamental Research, Bombay. Det skapades och byggdes under ledning av Govind Swarup under 1984 till 1996. Giant Metrewave Radio Telescope är en interferometrisk uppsättning med baslinjer på upp till 25 kilometer. Det senare har uppgraderats med nya mottagare, varefter det också är känt som Det uppgraderade Giant Metrewave Radio Telescope (uGMRT).

## Läge
Giant Metrewave Radio Telescope (GMRT) Observatory ligger cirka 80 km norr om Pune vid Khodad. En närliggande stad är Narayangaon, som ligger cirka 9 km från teleskopplatsen. Kontoret för National Center for Radio Astrophysics (NCRA) ligger på Savitribai Phule Pune University campus.

## Vetenskap och observationer
Ett av syftena med teleskopet under dess utveckling var att söka efter den starkt rödförskjutna 21-cm linjestrålningen från ursprungliga neutrala vätemoln för att bestämma epok av galaxbildning i universum.
Astronomer från hela världen använder regelbundet Giant Metrewave Radio Telescope för att observera många olika astronomiska objekt som solen, Jupiter, exoplaneter, magnetiskt aktiva stjärnor, mikrokvasarer eller dubbelstjärnor med ett kompakt objekt (neutronstjärna eller svart hål) som följeslagare, pulsarer, supernovor, supernovarester (SNR) H II-regioner, galaxer, kvasarer, radiogalaxer, galaxkluster, radioreliker och haloer, högz-galaxer, solvindar, inter-galaktiska HI-absorptionslinjer, diffusa radiovågor från galaxens filament, eventuella tecken på tidsvariation av fundamentala konstanter, variation av gasinnehåll med kosmisk epok, epok av återjonisering etc.
GMRT har gjort en astronomisk undersökning som heter TIFR GMRT Sky Survey (TGSS). Nästan 90 % av himlen har avbildats vid frekvensen 150 MHz (våglängd 2 m), med en vinkelupplösning på 25 bågsekunder och ett kvadratiskt medelvärde på brusflödestätheten på 5 milijansky per stråle. Källkatalog och FITS-bildfiler för det vetenskapliga samfundet är fritt tillgängliga. Allmänheten och medborgarforskare kan se 150 MHz-bilder av vilken supernovarest som helst, spiralgalax eller radiogalax med dess namn eller position på RAD@home RGB-tillverkarens webbverktyg. GMRT:s kraft och mångsidighet har lett till en renässans inom lågfrekvent radioastronomi.
Genom denna TGSS-undersökning i augusti 2018 upptäcktes av GMRT den mest avlägsna kända radiogalaxen: TGSS J1530+1049, belägen på ett avstånd av 12 miljarder ljusår.
I februari 2020 hjälpte observatoriet till vid observationen av bevis för den största kända explosionen i universums historia, Ophiuchus Supercluster-explosionen.
I januari 2023 tog teleskopet emot en radiosignal (21 cm linjeemission från neutral atomär vätgas) som kom från 8,8 miljarder ljusår bort.

## Aktiviteter
Varje år, på National Science Day, inbjuder observatoriet allmänheten och elever från skolor och högskolor i närområdet att besöka platsen där de kan lyssna på förklaringar av radioastronomi, mottagarteknik och astronomi från ingenjörerna och astronomerna som arbetar där. Närliggande skolor/högskolor är också inbjudna att visa sina individuella naturvetenskapliga experiment och det bästa på varje nivå (grundskola, gymnasieskola och college) prisas.
Besökare tillåts besöka GMRT endast på fredagar i två sessioner – förmiddagar klockan 11 till 13 och eftermiddagar klockan 15 till 17.